# Aleja 3 Maja w Piotrkowie Trybunalskim
Aleja 3 Maja – jedna z najbardziej reprezentacyjnych ulic Piotrkowa Trybunalskiego. Ma długość 695 metrów. Większość znajdującej się przy niej kamienic wybudowano w stylu secesyjnym na przełomie XIX i XX wieku. 

## Historia
Projekt wytyczenia ulicy powstał około 1865, w ramach planu porządkowania i odbudowy miasta po pożarze. Sama ulica powstała w 1873, a w 1921 została wybrukowana. Wysadzana rzędami drzew, początkowo kasztanowcami i klonami, a następnie brzozami oraz lipami.
W przeszłości w obrębie Alei 3 Maja i ul. Reymonta 4 istniał cmentarz ewangelicki, z którego nagrobki z końca XVIII i początku XIX w. przeniesiono na nowy cmentarz ewangelicki utworzony w 1873 przy ul. Cmentarnej. Plac ten parafia ewangelicka kupiła w 1795, zaś cmentarz formalnie zlikwidowano w 1995, jednak pochówki na nowym cmentarzu odbywały się już od 1877.

### Nazwa
Ulica w przeszłości nosiła miana Aleksandryjskiej, Szkolnej, Lipowej, by w roku 1917 otrzymać nazwę alei 3 Maja. W okresie okupacji hitlerowskiej nosiła nazwę Lindenallee (alei Lipowej), a w latach 1952–1989 Bolesława Bieruta.

## Najważniejsze obiekty
- Ośrodek Sportu i Rekreacji
- Stacja Sanitarno-Epidemiologiczna
- Budynek nr 12 (obecnie Miejski Ośrodek Kultury)
- Prokuratura Rejonowa i Okręgowa

### Zabytki

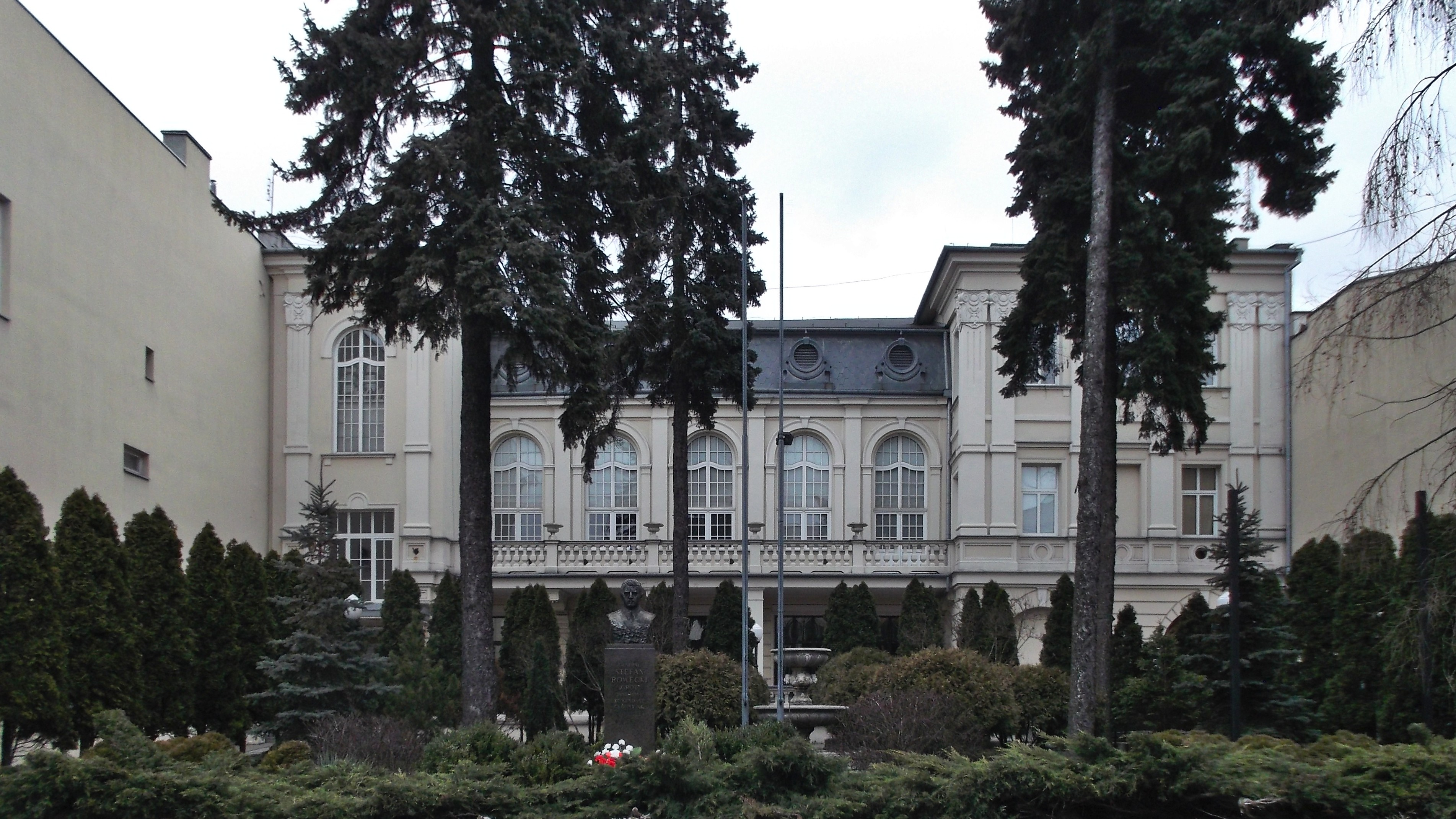
Budynek Miejskiego Ośrodka Kultury

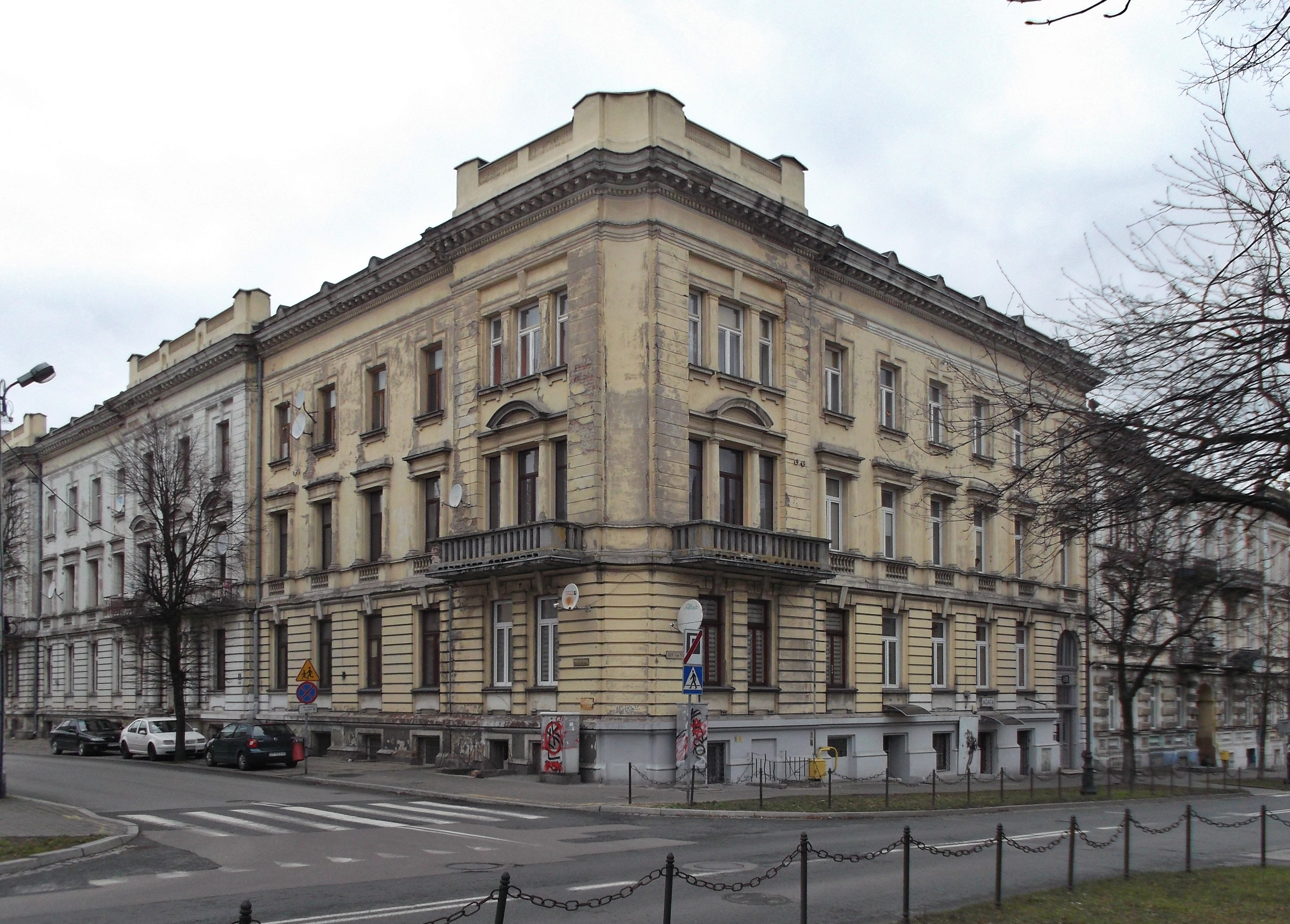
Kamienica pod numerem 21

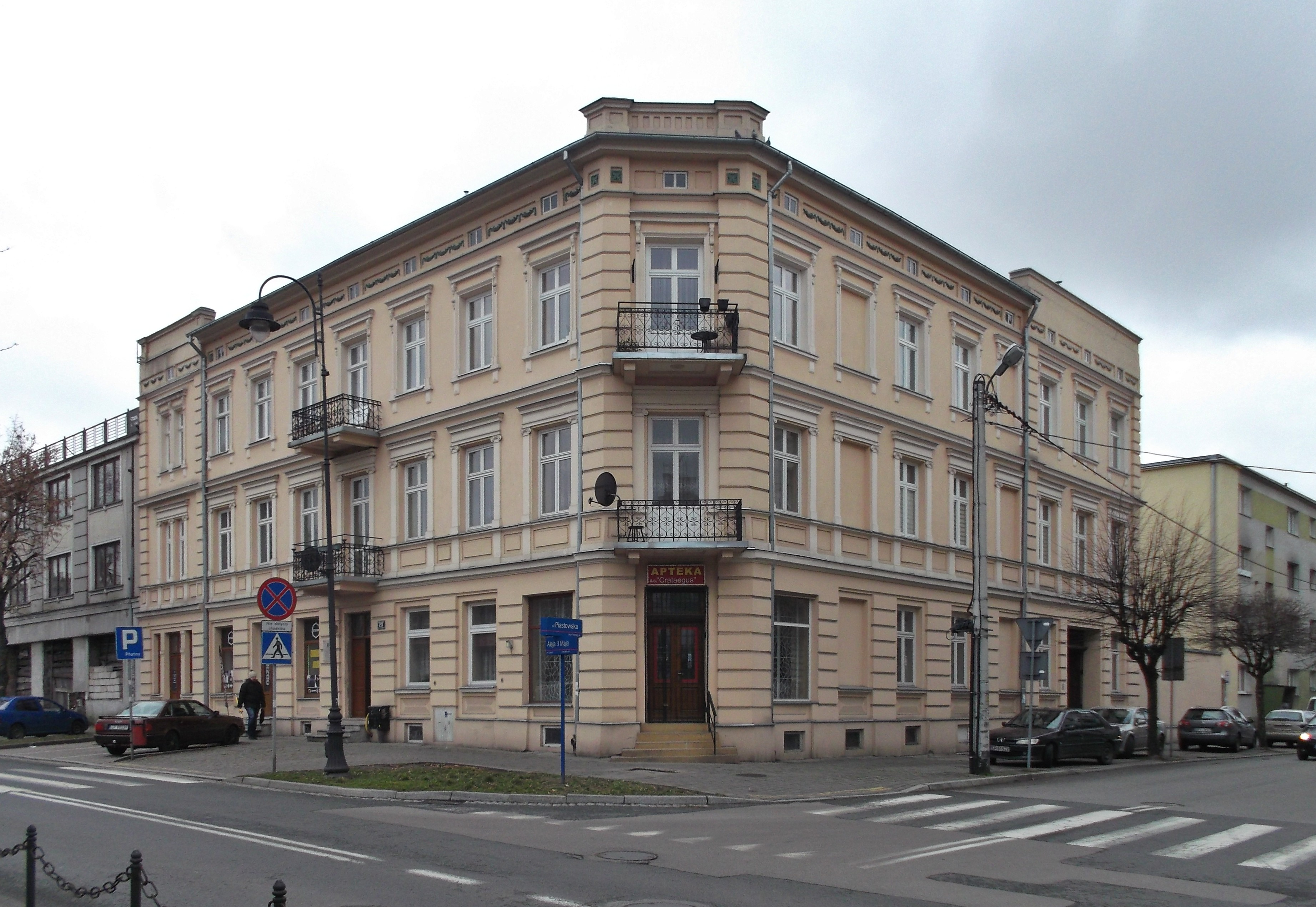
Kamienica pod numerem 23

Do rejestru zabytków wpisane są budynki:
- nr 12 – budynek Stowarzyszenia Wzajemnej Pomocy Przemysłowców i Handlujących Miasta Piotrkowa, 1912–13

Do gminnej ewidencji zabytków miasta Piotrkowa Trybunalskiego, oprócz obiektów z rejestru zabytków, są też wpisane budynki:
- nr 3 – kamienica, 1910
- nr 4 – kamienica, 1910
- nr 7 – kamienica (dawniej szkoła podstawowa), 2. poł. XIX w.
- nr 8 – willa (Sanepid), 1910
- nr 9 – dom
- nr 10 – kamienica, koniec XIX w.
- nr 11 – budynek handlowo-usługowy (dawniej kino), pocz XX w.
- nr 14 – dom, 3. ćw. XIX w.
- nr 16 – kamienica, 1910
- nr 17 – kamienica, koniec XIX w.
- nr 18 – kamienica, około 1903
- nr 19 – kamienica, pocz. XX w.
- nr 20 (Jagiellońska 17) – kamienica, 1890–1900
- nr 21 (Piastowska 1) – kamienica
- nr 23 – kamienica
- nr 29 – kamienica
- nr 36/38 – kamienica (zespół szkół), około 1913
- nr 36/38 (Żeromskiego 29) – kamienica, 1890